# 安东·棉兰
安东·棉兰（1957年10月10日—2021年3月15日），又称哈夷·穆罕默德·拉姆丹·艾芬迪，本名陈福良或陈国龙，印度尼西亚华裔伊斯兰教传教士。对他的许多指控都围绕着他参与了1998年5月印度尼西亚骚乱。他被认为是一名悔改的前劫匪和赌徒。

## 生平
安东·棉兰于1957年10月10日出生在直名丁宜。安东承认他最初是一名佛教徒，后来皈依基督教，最后于1992年皈依伊斯兰教。他后来在茂物芝比侬建造了陈国龙清真寺。在皈依伊斯兰教之前，他在印尼的黑暗政治中长大。正是在蘇哈托的独裁统治期间，黑帮成员存在于政治、商业和政府机构。
1998年，棉东被当作策划1998年5月印度尼西亚骚乱的替罪羊，之后指控被悄悄撤销。骚乱最初是抗议总统苏哈托的学生示威，后来变成了首都雅加达的反华示威。棉兰是华裔，但他走上街头加入暴动，以证明他对印尼人民的忠诚，但他自己却成为目标。在1998年的政治动荡中，据报道，苏哈托的女婿、特种部队司令部指挥官普拉博沃·蘇比安托招募和操纵安东棉兰以获得激进的支持者。
在对1998年骚乱的调查过程中，安东·棉兰否认了有关他积极参与幕后活动的指控，尽管他承认自己身处暴徒之中。 然而，他拒绝作证，除非国家人权委员会先为他平反。
安东·棉兰被选为2012年至2017年任期的印尼中华伊斯兰教联合会主席。他于2021年3月15日在西爪哇省茂物市芝比侬去世。